# Функция Римана (ТФДП)
Фу́нкция Ри́мана — пример функции вещественной переменной, которая непрерывна  на множестве иррациональных чисел, но разрывна на множестве рациональных. В этом качестве играет важную роль в математическом анализе. Является модификацией функции Дирихле. В русских источниках она обычно называется «функцией Римана» в честь Бернхарда Римана, в английской литературе у этой функции встречается масса других названий: Thomae's function, the popcorn function, the raindrop function, the countable cloud function, the modified Dirichlet function, the ruler function.

## Определение
Функция Римана {\displaystyle R(x)} определена для вещественного аргумента {\displaystyle x} следующим образом.
| Если {\displaystyle x} — иррациональное число, то функция равна нулю. Если же {\displaystyle x} — рациональное число, представленное в виде несократимой дроби {\displaystyle {\frac {m}{n}}} (где {\displaystyle n>0}), то значение функции равно {\displaystyle {\frac {1}{n}}.} |

В частности, {\displaystyle R(0)=1}.

## Свойства

Значения на интервале (0,1). Самая верхняя точка в середине показывает: R (1/2) = 1/2

Функция {\displaystyle R(x)} ограничена — принимает значения в отрезке {\displaystyle [0,1].} Она периодична с периодом, равным 1: {\displaystyle f(x+1)=f(x).}
Функция непрерывна всюду на множестве иррациональных чисел, поскольку предел функции в каждой такой точке равен нулю, но разрывна во всех рациональных точках. При этом в каждой рациональной точке функция имеет строгий локальный максимум.
Функция Римана нигде не дифференцируема, однако интегрируема по Риману на любом интервале. При этом интеграл везде равен нулю, так как функция равна нулю почти везде. Отметим, что родственная функция Дирихле не интегрируема по Риману.